# Steadicam

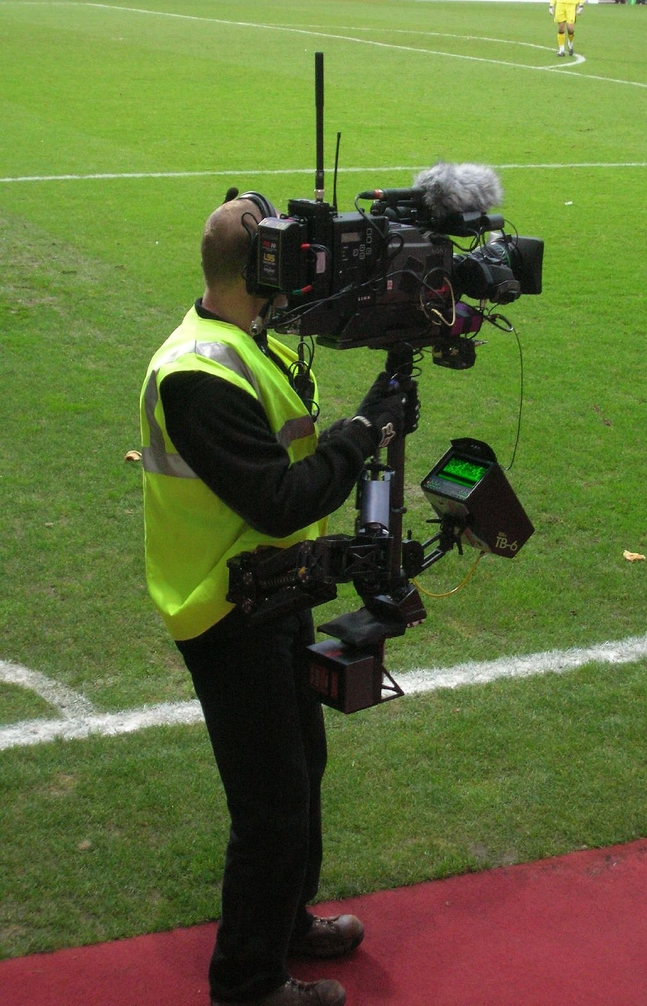
Operator Steadicamu na stadionie.

Steadicam – system stabilizacji kamery, mechanicznie izolujący ruch kamery od operatora. Pozwala uzyskać bardzo płynne ujęcia, nawet gdy operator porusza się szybko po nierównym podłożu.
Steadicam jest zarejestrowanym znakiem handlowym firmy Tiffen, zajmującej się produkcją i dystrybucją sprzętu wspomagającego pracę operatorów kamery. Potocznie jednak używa się tej nazwy w odniesieniu do każdego stabilizatora ruchu kamery składającego się z kamizelki i ramienia.
Steadicam wynaleziony został w 1973 roku przez amerykańskiego konstruktora i operatora Garretta Browna. Pierwsza nazwa urządzenia brzmiała „Stabilizator Browna”. Nazwę Steadicam wymyślił Ed Di Giulio, założyciel Cinema Products Corporation, po podpisaniu z Brownem umowy w 1975 roku. Cinema Products produkowała Steadicamy do momentu wykupienia praw przez Tiffen Filter w 2000 roku.
Steadicam składa się z noszonej przez operatora kamizelki, ramienia, oraz sleda, na którego jednym końcu znajduje się kamera, na drugim zaś przeciwwaga, najczęściej monitor i bateria. W standardowej konfiguracji kamera znajduje się na górze, a monitor i bateria na dole. W pozycji dolnej ich miejsca zostają zamienione przez obrót sleda o 180 stopni. Sled z ramieniem łączy gimbal (działający na zasadzie przegubu Cardana). Ramię z kamizelką połączone jest za pomocą regulowanego gniazda.
Typowa kamizelka Steadicamu ma mocowanie ramienia z przodu. Istnieje też wersja z mocowaniem z tyłu.
Standardowe ramię Steadicamu składa się z dwóch połączonych ruchomo części, w każdej z nich znajduje się sprężynowy mechanizm absorbujący ruch operatora. Istnieją wersje z jedną, dwiema, trzema, a nawet czterema sprężynami w każdej sekcji ramienia. Nowym rozwiązaniem jest zastosowanie lateksowych cięgien w miejscu sprężyn.
Przed każdym ujęciem Steadicam musi zostać odpowiednio wyważony i skonfigurowany. Operator Steadicamu po zamontowaniu kamery, monitora, baterii i dodatkowego osprzętu musi wyważyć sled statycznie, a następnie dynamicznie. Ramię musi zostać wyregulowane w zależności od wagi sleda. Kamizelka musi zostać dopasowana do operatora i liczby ubrań, które ma na sobie. Gniazdo, regulowane w dwóch płaszczyznach, ustawia się tak, aby ramię "pływało" w odpowiednim miejscu obok operatora.